# VOOC
VOOC（ヴォーク）とは、OPPO・OnePlus・Realmeが開発するスマートフォンをはじめとするモバイルデバイスに採用されている急速充電規格である。

## 概要
2014年、初のVOOCが発表されて以来、現在まで改良が続けられている。2018年に上位互換としてSuperVOOCが派生し、2020年にワイヤレス版としてAirVOOCが派生した。
過去にはOnePlusはWARP Charge、RealmeはDARTを名乗っていたが技術的には同じものであった。2022年よりマーケティング方針が変更され、OnePlus Ace ProおよびRealme GT Neo 5以降の製品はVOOCを名乗るようになった。
VOOCを利用するには、33Wを除きすべて専用のアダプターとケーブルが必要になる。33Wを除き上下互換性があり、アダプター・ケーブル・機器を混合させても3つ全てが対応している範囲での最高出力が得られる。
AirVOOCを利用するには、専用のワイヤレススタンドとVOOCのアダプター・ケーブルが必要になる。上述した通り互換性があり、最低出力に満たないアダプターを利用しても低速充電ができる（詳細は個別記事で述べる）。
中国ではVOOCに対応したモバイルバッテリーが販売されている。
33Wのみ機器認証の仕組みが異なり、33W用ケーブルは33W以外のアダプターでは最大出力を得られない（10WまたはPD 18Wになる）

## 有線充電の規格
- VOOC 1.0（20W）
2014年に発表された、5V-4Aでの充電を行う初代のVOOC。
- VOOC 2.0（20W）
2015年に発表されたVOOC 1.0の改良。電圧および電流に変更はないが、効率が上昇している。
- VOOC 3.0（25W）
2019年に発表された。5V-5Aでの充電を行い、30分で55%の充電が可能としている。2019年のAシリーズに多く採用がみられる。
- VOOC 4.0（30W）
2020年に発表された。5V-6Aでの充電を行い、30分で67%の充電が可能としている。昨今のAシリーズおよびKシリーズに多く採用がみられる。日本発売機種ではReno3 5Gが採用している。
- SuperVOOC 1.0（50W）
2018年に発表された。バッテリーを2つに分割し、各々に5Vを流す構造となった。10V-5Aでの充電を行う。日本発売機種ではFind Xが採用している。
- SuperVOOC 2.0（65W）
2020年に発表された。10V-6.5Aでの充電を行い、38分でフル充電が可能としている。日本発売機種ではFind X2 ProおよびFind X3 Proが採用しているほか、昨今の中国版Renoシリーズなどでの採用がみられる。
別売65W充電器のほか、日本版のFind X3 ProにはC to Cケーブルを伴う充電器が付属されている。このアダプターはPDにも30Wまで対応している。
- SuperVOOC 80W
2021年に発表された。10V-8Aでの充電を行うが、大陸版に付属する充電器では、日本では利用できない（アダプター自体は100Vに対応しているが67Wで充電される。最大出力を得るためには160V以上に昇圧する必要がある）。Find X5シリーズなどで採用されている。
2023年、日本でのOPPO Reno10 Pro 5Gの発売に伴い、100Vでの80W出力に対応したACアダプターがオウガ・ジャパンから発売された。
- SuperVOOC 33W
2021年に発表された。11V-3Aでの充電を行い、日本でも利用可能。デュアルセルバッテリーを搭載する余裕のない廉価デバイスに搭載されている。日本発売機種ではA77が採用している。
- SuperVOOC 150W（160W）
2021年に発表された。20V-8Aでの充電を行い、15分でフル充電が可能としている。日本では利用できず、160V未満の入力では125Wになる。OnePlus Ace Proなどで採用されている。[3]
この世代からPDとの互換性を持ち、該当充電器はPDも65Wまで対応している。
- SuperVOOC 44W
2023年に発表された。11V-4Aでの充電を行う。Find N2 Flipで採用されている。
- SuperVOOC 67W
2023年に発表された[4]。11V-6.1Aでの充電を行う。Find N2およびOPPO Pad 2に採用されている。
- SuperVOOC 240W
2023年に発表された。20V-12Aでの充電を行う。日本では利用できず、160V未満の入力では160Wになる。Realme GT Neo5 240W、Realme GT5 240Wで採用されている。
- SuperSONIC 320W
2024年に発表予定。SuperVOOCを超える次世代の充電規格として新名称が採用された。Realmeよりティザー映像が公開されている。[5]。

## 無線充電の規格
- AirVOOC 40W
2019年に発表された。50W以上のアダプターとケーブルによる電力供給が必要。それ未満の電力が供給された場合は10W出力になる。
- AirVOOC 50W
2020年に発表された。65W以上のアダプターとケーブルによる電力供給が必要。50Wが供給された場合は40W AirVOOC出力に、それ未満では10W出力になる。
- AirVOOC 65W
過去に研究されていたが、中国本土における高出力のワイヤレス充電を制限する法案が可決されたことで、開発を断念した。規制対象は50Wよりも高出力のものであった。